# Intercontinental Cup basketbal 1972
De Intercontinental Cup (basketbal) in 1972 vond plaats in Ginásio do Ibirapuera, São Paulo. De FIBA maakte er voor deze editie een landenwedstrijd van, vanwege het 150 jaar onafhankelijk zijn van Brazilië. De landen die meededen waren: De Verenigde Staten, de Sovjet-Unie, Brazilië en Polen.

## Wedstrijden
Eerste dag 27 januari 1972
| Brazilië         | 82 – 62 | Polen       |
| Verenigde Staten | 67 – 77 | Sovjet-Unie |

Tweede dag 28 januari 1972
| Polen    | 60 – 81 | Sovjet-Unie      |
| Brazilië | 61 – 83 | Verenigde Staten |

Derde dag 29 januari 1972
| Polen    | 76 – 80 | Verenigde Staten |
| Brazilië | 65 – 64 | Sovjet-Unie      |

| Rank | Team             | Record |
| ---- | ---------------- | ------ |
| 1    | Verenigde Staten | 2-1    |
| 2    | Sovjet-Unie      | 2-1    |
| 3    | Brazilië         | 2-1    |
| 4    | Polen            | 0-3    |